# Landscape Online
Landscape Online ist eine begutachtete Open-Access-Zeitschrift, die der International Association for Landscape Ecology (IALE) angeschlossen ist.
Herausgeber ist die IALE-Region Deutschland (IALE-D). Die Zeitschrift hat einen Impact Factor von 0,9 und belegt Platz 108 von 199 Naturschutzzeitschriften. 
Die Veröffentlichungsplattform basiert auf Open Journal Systems (OJS). Die Langzeitarchivierung aller Artikel erfolgt über die Deutsche Nationalbibliothek.
Landscape Online wurde 2007 gegründet um insbesondere dem wissenschaftlichen Nachwuchs eine frei zugängliche und online verfügbare wissenschaftliche elektronische Zeitschrift im Bereich der Landschaftsökologie als Veröffentlichungsplattform zu bieten. Das Journal ist mit dem DOAJ Seal for Open Access Journals ausgezeichnet. Mit diesem Gütesiegel werden Zeitschriften ausgezeichnet, die besonders hohe Ansprüche in der Open Access praktizieren und sieben Qualitätskriterien erfüllen. Landscape Online verfolgt weiterhin den Ansatz wissenschaftlichen Nachwuchs zu fördern, z. B. im Rahmen von Erstveröffentlichungen oder mit der Möglichkeit von "Tandem-Reviews", die ihnen ermöglicht die Gutachterperspektive kennen zu erlernen.
Das Journal bekennt sich zur Berliner Erklärung über offenen Zugang zu wissenschaftlichem Wissen und veröffentlicht alle Artikel werden unter der Creative Commons Lizenz (CC BY 3.0 bzw. 4.0).